# Qatar Airways
Qatar Airways Company QCSC (араб. القطرية), діюча як Qatar Airways — національна авіакомпанія Катару зі штаб-квартирою в столиці країни місті Доха.
Авіакомпанія виконує рейси по 144 пунктах призначення, з яких всі є міжнародними. Поряд з авіакомпаніями All Nippon Airways, Hainan Airlines, Cathay Pacific, Asiana Airlines, Malaysia Airlines і Singapore Airlines Qatar Airways входить до списку семи авіакомпаній, що мають найвищий п'ятизірковий рейтинг за версією британського агентства Skytrax. QATAR AIRWAYS є стартовим замовником літака Airbus A350-900. Перший літак був отриманий наприкінці грудня 2014 року, а перший комерційний рейс був виконаний 15 січня 2015 року за маршрутом Доха-Франкфурт-на-Майні. У січні 2015 року авіакомпанія уклала угоду на чотири Boeing 777F на суму US $ 1,24 млрд; Qatar Airways також отримав опціон ще на чотири літаки цього типу. У червні 2015 року було повідомлено, що Qatar Airways замовив десять Boeing 777-8X і чотири додаткових Boeing 777F за 4,18 млрд дол. У січні 2016 року перевізник отримав свій перший Boening 747 із носовим завантажуванням.Qatar Airways регулярно здійснює другий серед найтриваліших безпересадкових рейсів - з Дохи в Окленд (Нова Зеландія). Довжина маршруту становить 14529 км, яку літак долає за 16 годин та 15 хвилин. 20.02.2018р авіакомпанія отримала свій перший Airbus 350-1000 і є стартовим замовником цієї моделі.

## Маршрутна мережа
Станом на кінець липня 2014 року, «Qatar Airways» обслуговує 144 напрямки по всій Африці, Азії, Європі, Північній Америці, Південній Америці та Океанії зі свого центру в міжнародному аеропорту Гамад, що робить його одним з небагатьох авіаперевізників, який літає на всі п'ять населених континентів планети.

## Вантажні авіаперевезення
Дочірній підрозділ Qatar Airways Cargo, що займається вантажними авіаперевезеннями, есплуатує 8 Airbus A330F і 13 Boeing 777 Freighters та 2 Boeing 747-8F з носовим завантаженням. І розмістив замовлення на 10 літаків типів  Airbus A330-200F, Boeing 777 Freighters.

### Флот

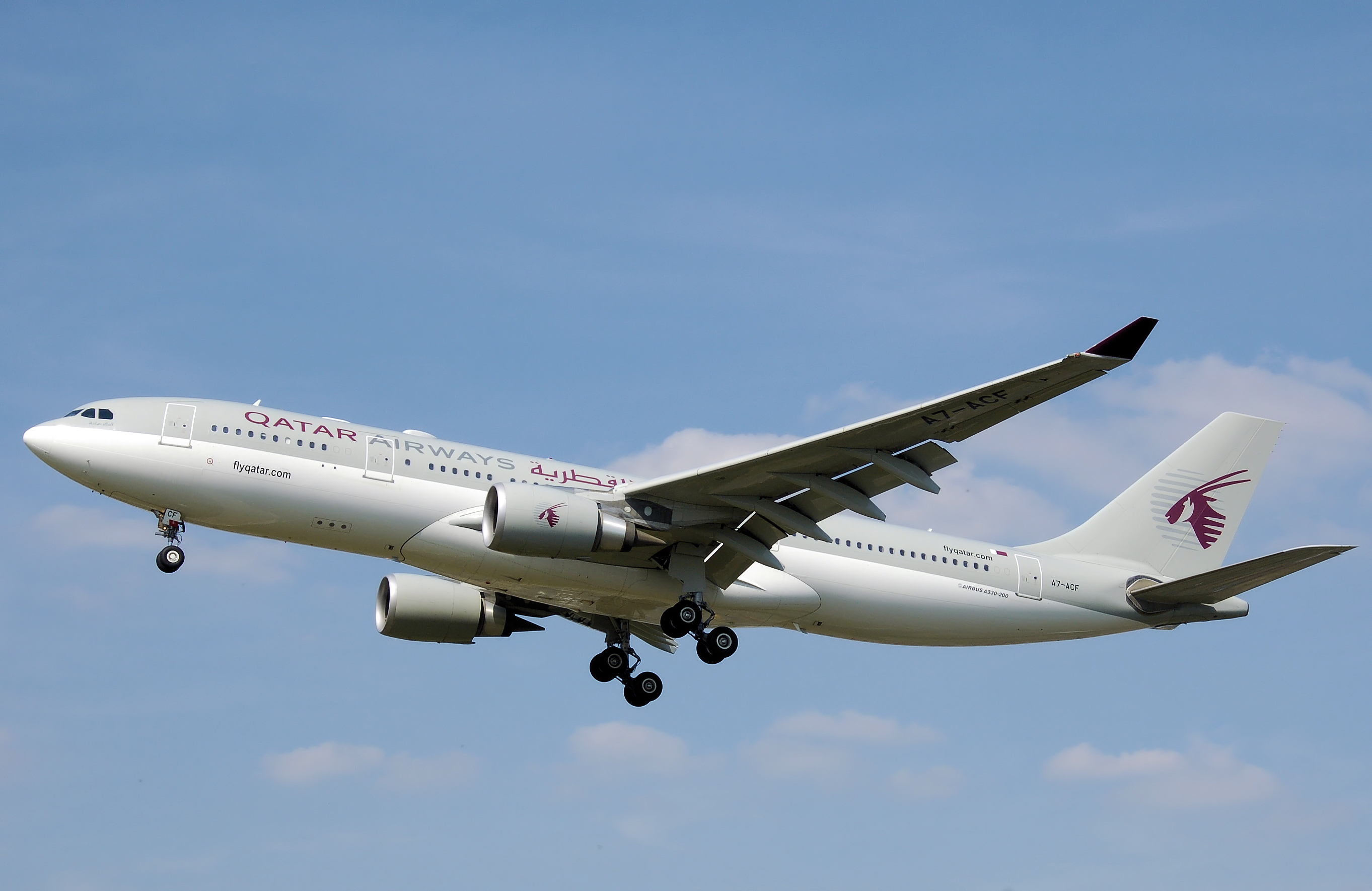
Airbus A330-200 в заході на посадку

Стернування Airbus A320-200 в Аеропорту Берліна Тегель

Станом на лютий 2018 року, флот Qatar Airways складається з таких літаків:

## Салони літаків

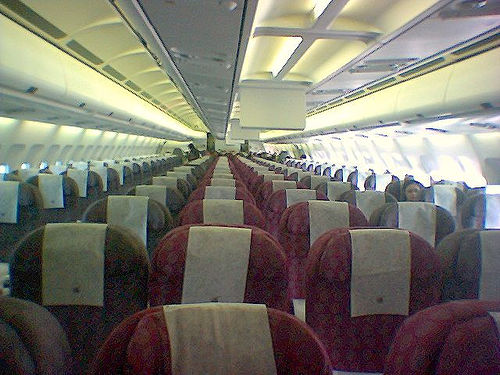
Інтер'єр салону Airbus A330-200 Qatar Airways

Салони всіх класів літаків авіакомпанії Qatar Airways (за винятком серії А319 / 320/321) обладнані персональними відеодисплеями, розташованими в спинках крісел. У польотах на лайнерах A330 і A340 надається сервіс цифрового супутникового телебачення з трансляцією європейських і арабських телеканалів. Всі далекомагістральні літаки обладнані персональними системами розваги в польоті, що включають в себе відео на вимогу, трансляцію телевізійних програм, музичні канали, ігри, інтерактивну карту польоту і особистий телефон.
На замовлених літаках Boeing 777-200LR авіакомпанія планує розмістити в бізнес-класі нові пасажирські крісла, що повністю розкладаються в положення ліжка. З часом такі сидіння будуть введені на всіх літаках Qatar Airways.

### Перший клас
Пасажирам першого класу надаються крісла, що розкладаються повністю в горизонтальне положення, 15-дюймові відеодисплеї з системою персональних розваг у польоті, включаючи телебачення, багатоканальні звукові трансляції, персональний телефон, електричні розетки, постільні приналежності, піжама й інші нічні аксесуари.

### Бізнес-клас
Пасажирам бізнес-класу пропонуються зручності крісел, що розкладаються в положення ліжка на 160 градусів і обладнаних системою підтримки поперекового відділу, масажу ніг і персональним баром. Авіакомпанія планує ввести нові крісла-ліжка на замовлених далекомагістральних лайнерах Boeing 777-200LR. Надалі такими кріслами будуть обладнані решта літаків компанії, при цьому для збільшення особистого простору пасажирів з салонів бізнес-класу будуть демонтовані персональні бари.

## В Україні
Із 28 серпня 2017 року літаки авіакоманії здійснюють рейси до України. Планується збільшити кількість рейсів до Австралії (Сідней) до 2 в день. В листопаді 2020 року компанія повідомила, що з 18 грудня 2020 року відновить рейси Доха-Київ. Кількість рейсів до 4 січня 2021 року 2 на тиждень, а після 4 січня- тричі на тиждень. Польоти здійснюватимуться на літаках Airbus A320 з бізнес-класом на 12 місць та економ-класом на 132 місця.

## Бонусна програма
Умови власної бонусної програми заохочення часто літаючих пасажирів (Qatar Airways Privilege Club) Qmiles повністю і в двосторонньому порядку поширюються на бонусні програми Diamond Club авіакомпанії bmi, Miles and More німецької Lufthansa, Cedar Miles авіакомпанії Middle East Airlines, Mileage Club японської All Nippon Airways, Mileage Plus авіакомпанії United Airlines і Dividend Miles авіакомпанії US Airways і всього альянсу  one world. Також, члени бонусної програми Qmiles можуть користуватися послугами цілого ряду компаній — власників готелів і автомобільних стоянок.

## Привілейований термінал
Будівля Преміум-терміналу для пасажирів Першого і бізнес-класів авіакомпанії  Qatar Airways  була відкрита в Міжнародному аеропорту Доха взимку 2006 року. Термінал був побудований за дев'ять місяців і обійшовся в 90 мільйонів доларів США, загальна площа будівлі становить 10   000 квадратних метрів. Преміум-термінал надає послуги реєстрації пасажирів на рейси, магазини дьюті-фрі, конференц-зали, дитячі кімнати, ігрові майданчики, приміщення лікувальних процедур, сауни, джакузі, а також сервіс цілої мережі ресторанів.

## Партнерські угоди

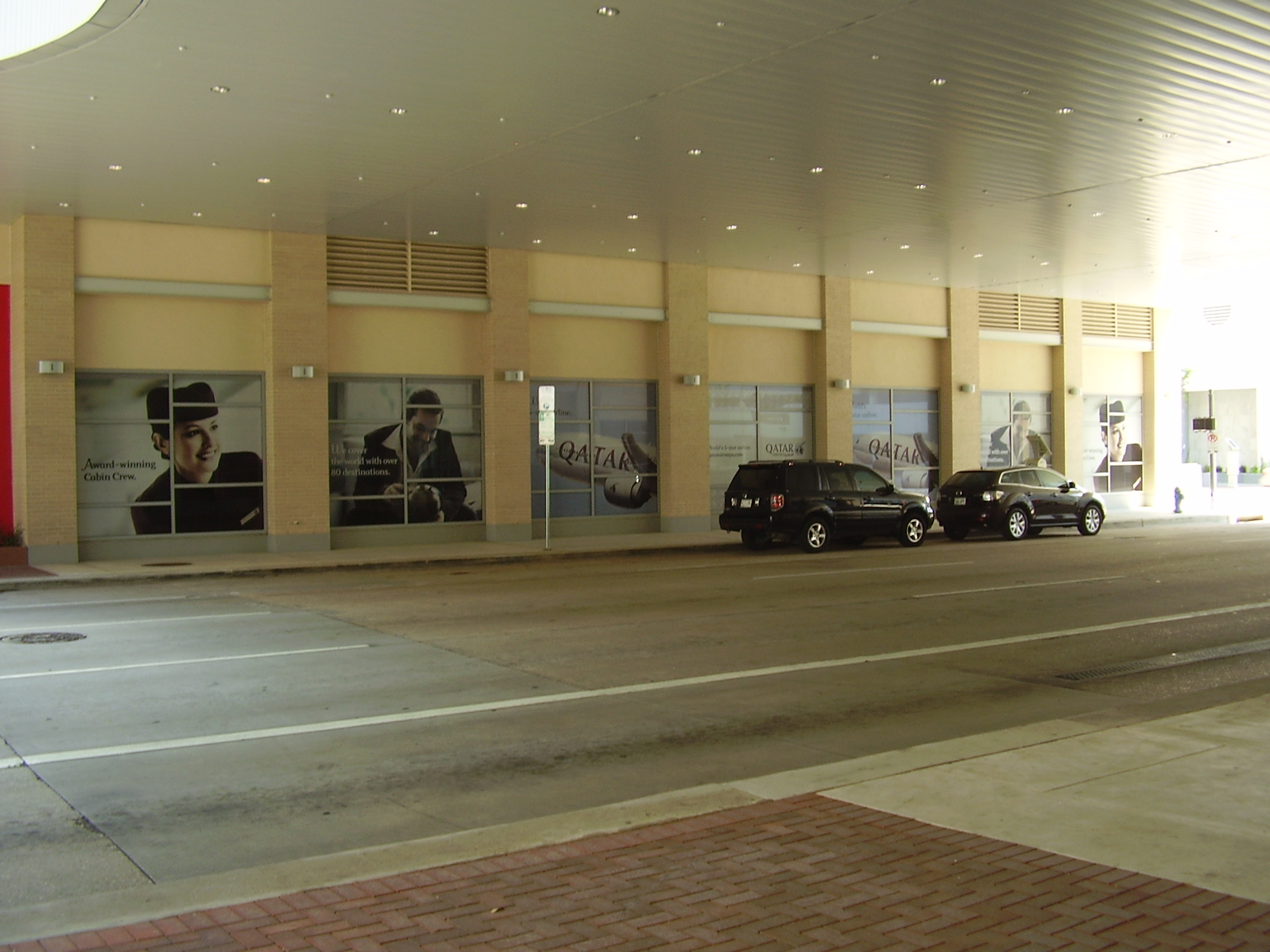
Офіси Qatar Airways в діловому центрі Х'юстон а

З 30 жовтня 2013 авіакомпанія вступила в альянс one world. Станом на серпень 2014  Qatar Airways  має код-шерінгові угоди з наступними авіакомпаніями світу:
| - All Nippon Airways (Star Alliance) - Asiana Airlines (Star Alliance) - American Airlines (oneworld) - Garuda Indonesia - Lufthansa (Star Alliance) - Malaysia Airlines (oneworld) |  | - Middle East Airlines - Philippine Airlines - S7 Airlines (oneworld) - United Airlines (Star Alliance) - US Airways (oneworld) |

## Авіапригоди і нещасні випадки
- 1 червня 2006 у літака Airbus A330-200 (реєстраційний номер A7-ACI), що слідував рейсом QR889 Доха-Шанхай, при заході на посадку в Міжнародному аеропорту Шанхай Пудун зупинилися обидва двигуни. Через деякий час пілотам вдалося запустити двигуни і лайнер благополучно здійснив посадку в аеропорту Шанхаю.
- 19 квітня 2007 під час проведення технічного обслуговування літака A300-600R (реєстраційний номер A7-ABV) в ангарі Міжнародного аеропорту Абу-Дабі виникла пожежа, в результаті якого лайнер отримав серйозні пошкодження і пізніше був списаний.

## Цікаво
6 лютого 2017 року The Guardian повідомлено, що літак авіакомпанії Qatar Airways здійснив найдовший в історії політ. 
Переліт з Дохи в Окленд тривав 16 годин 23 хвилини, літак подолав відстань 14 535 км. Під час польоту літак Boeing 777-200LR перетнув 10 часових зон, на борту працювали чотири пілота і 15 членів екіпажу.